# Sant'Isidoro (Nardò)
Sant'Isidoro ("Santu Sitru" in dialetto locale) è una località del comune di Nardò in provincia di Lecce.
Il centro abitato si è sviluppato soprattutto in epoca moderna e prende il nome dall'omonima torre cinquecentesca che si affaccia su una lunga distesa sabbiosa. La frazione è frequentata soprattutto nel periodo estivo dagli abitanti di Copertino.

## Monumenti e luoghi d'interesse

### Architetture militari

#### Torre Sant'Isidoro
Torre Sant'Isidoro è una delle numerose torri costiere di avvistamento del Salento costruita da Carlo V, nel XVI secolo, per difendere il territorio dagli assalti dei Saraceni.

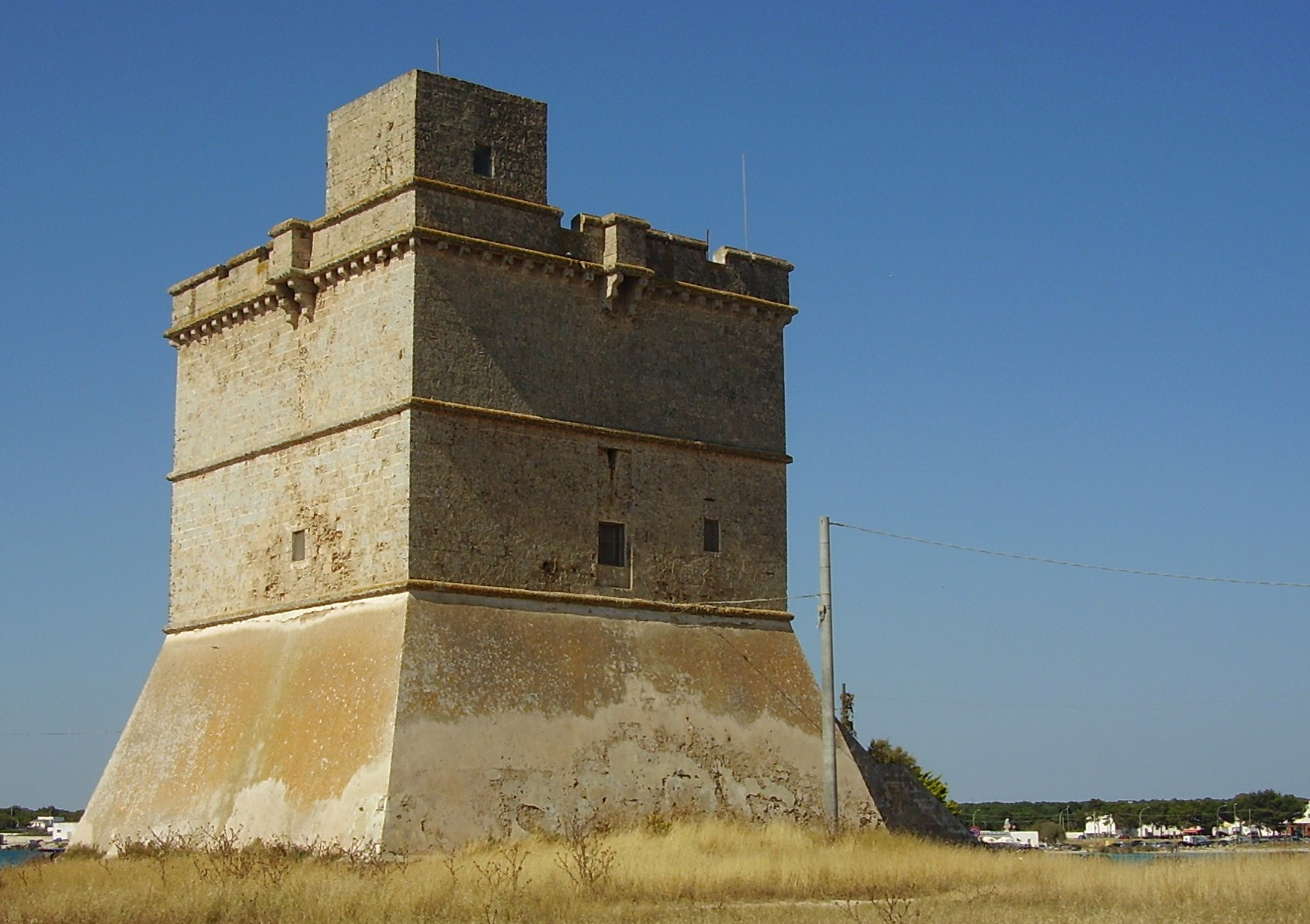
Torre Sant'Isidoro

È costruita con blocchi di carparo regolari e si sviluppa su tre livelli. Il piano terra, privo da accessi esterni, presenta una struttura tronco-piramidale a base quadrata. Gli ultimi due piani si sviluppano in verticale, con struttura a parallelepipedo, ed un marcapiano nella parte superiore. Il marcapiano presenta una serie di beccatelli e una caditoia per ogni lato.
L'unico accesso è rappresentato da una maestosa scalinata che conduce al primo piano e che è collocata sul lato opposto a quello che dà sul mare.
Il locale più ampio è quello collocato al primo piano. Da questo si può raggiungere sia il piano terra, attraverso una botola, sia il secondo piano, tramite una scala ricavata su una parete laterale. Sul terrazzo è presente una piccola guardiola. 
Comunicava a sud con Torre dell'Inserraglio e a nord con Torre Squillace.
La torre è di proprietà demaniale ed è utilizzata come abitazione estiva. In passato è stata abitata tra gli altri dai torrieri capitani Gian Camillo Levere e da Gaetano Lauvè.